# 글리코사이아민
글리코사이아민(영어: glycocyamine) 또는 2-구아니디노아세트산(영어: 2-guanidinoacetic acid)은 아미노기가 구아닐화(아르지닌으로부터 구아니디노기의 전이)에 의해 구아니딘으로 전환된 글리신의 대사산물이다. 척추동물에서 글리코사이아민은 메틸화에 의해 크레아틴으로 전환된다.
글리코사이아민은 양계에서 보충제 및 사료 첨가제로 사용된다. 그러나 간에서 글리코사이아민으로부터 크레아틴으로의 대사는 메틸기의 고갈을 야기한다. 이것은 호모시스테인의 수준을 상승시켜 심혈관계 및 골격근에 문제를 일으키는 것으로 나타났다. 글리코사이아민 자체는 아미노산이 아니지만, 아미노산인 세린, 트레오닌 및 프롤린의 대사에서 중요한 역할을 한다.

## 생성

### 생화학적 합성
글리코사이아민은 주로 포유류의 콩팥에서 글리신 아미디노트랜스퍼레이스(AGAT)에 의해 L-아르지닌의 구아니디노기를 글리신으로 전달함으로써 형성된다. L-아르지닌으로부터 오르니틴이 생성되며, 오르니틴은 요소 회로에서 카바모일화에 의해 시트룰린으로 대사된다.
|  |

추가적인 단계에서 글리코사이아민은 S-아데노실 메티오닌으로 대사되고, S-아데노실 메티오닌은 구아니디노아세트산 N-메틸트랜스퍼레이스(GAMT)에 의해 크레아틴으로 대사된다. 크레아틴은 혈류로 방출된다.

### 화학 합성
글리코사이아민은 1861년에 아돌프 스트레커(Adolph Strecker)에 의해 수용액에서 사이안아마이드와 글리신의 반응에 의해 최초로 합성되었다.
|  |

글리신은 또한 구아닐화제로서 S-메틸아이소싸이오유레아 또는 O-알킬아이소유레아를 사용하여 글리코사이아민으로 전환될 수 있다.
|  |

최근의 특허 문헌은 에탄올아민의 글리신으로의 촉매 산화에 의한 수용액에서의 사이안아마이드의 후속 반응에 의한 글리코사이아민의 합성에 대해 설명하고 있으며, 이는 사르코신을 통한 2-메틸아미노에탄올로부터 출발하는 크레아틴의 합성과 유사하다.
|  |

이 합성 경로는 유독성의 다이하이드로트라이아진 및 다른 원치 않는 부산물(예: 이미노다이아세트산)의 형성을 억제한다.

## 특성
산업적으로 생산된 글리코사이아민은 흰색(노란색을 띤) 미세 분말로 판매되며, 이는 평균 지름이 200~400 마이크로미터인 응집체로 녹말과 처리되어 취급, 계량 및 흡수를 개선시키기 위해 과립화된다. 과립은 글리코사이아민에게 장기적인 안정성을 제공한다. 산성 용액에서 글리코사이아민의 저장 수명은 산 촉매 하에서 크레아티닌으로 고리화되는 크레아틴보다 저장 수명이 현저하게 길다.

## 용도

### 보충제
일련의 연구에 따르면 베타인과 글리코사이아민의 병용은 심장 질환을 포함한 만성 질환을 앓고 있는 환자의 증상을 독성 없이 개선한다고 나타났다. 베타인은 크레아틴의 형성을 위해 메티오닌을 통해 글리코사이아민에 메틸기를 제공할 수 있다. 전반적으로 이러한 치료는 피로 감소, 힘과 인내력 증가, 행복감의 향상으로 이어졌다. 대상부전(동맥경화증 또는 류머티즘 질환) 환자와 울혈성 심부전 환자는 심장 기능이 개선되었다. 환자들은 체중이 증가하고(질소 균형 개선) 관절염 및 천식 증상이 감소하고 성욕이 증가하는 것을 보였으며, 고혈압으로 고통받는 사람들은 일시적인 혈압 감소를 경험했다. 또한 연구는 당뇨병 환자와 당뇨병이 없는 환자 모두에서 포도당 내성의 증가를 보여준다.

### 사료 첨가제
글리코사이아민은 양계업에서 유럽 식품안전청(EFSA)에 의해 승인된 사료 첨가제(상품명: creAMINO)이다. 이는 식물성 식단(동물성 단백질을 먹지 않는 상태로)으로 이끌어서 더 높은 사료 전환, 더 높은 체중 증가 및 저용량(600 g/회)으로 근육 증가를 개선시킨다.
다른 가축들의 사육, 양계 및 체력 소모가 많은 운동 선수들에 대한 글리코사이아민 보충의 가능한 이점은 아직 확실하게 평가할 수 없다. 글리코사이아민이 단독으로 투여되면 호모시스테인이 형성될 위험이 있기 때문에 베타인과 같은 메틸기 공여체와 같이 투여하는 것이 권장된다.

## 같이 보기
- 글리신
- 구아니딘
- 구아니디노아세트산 키네이스